# Сады в Древнем Египте

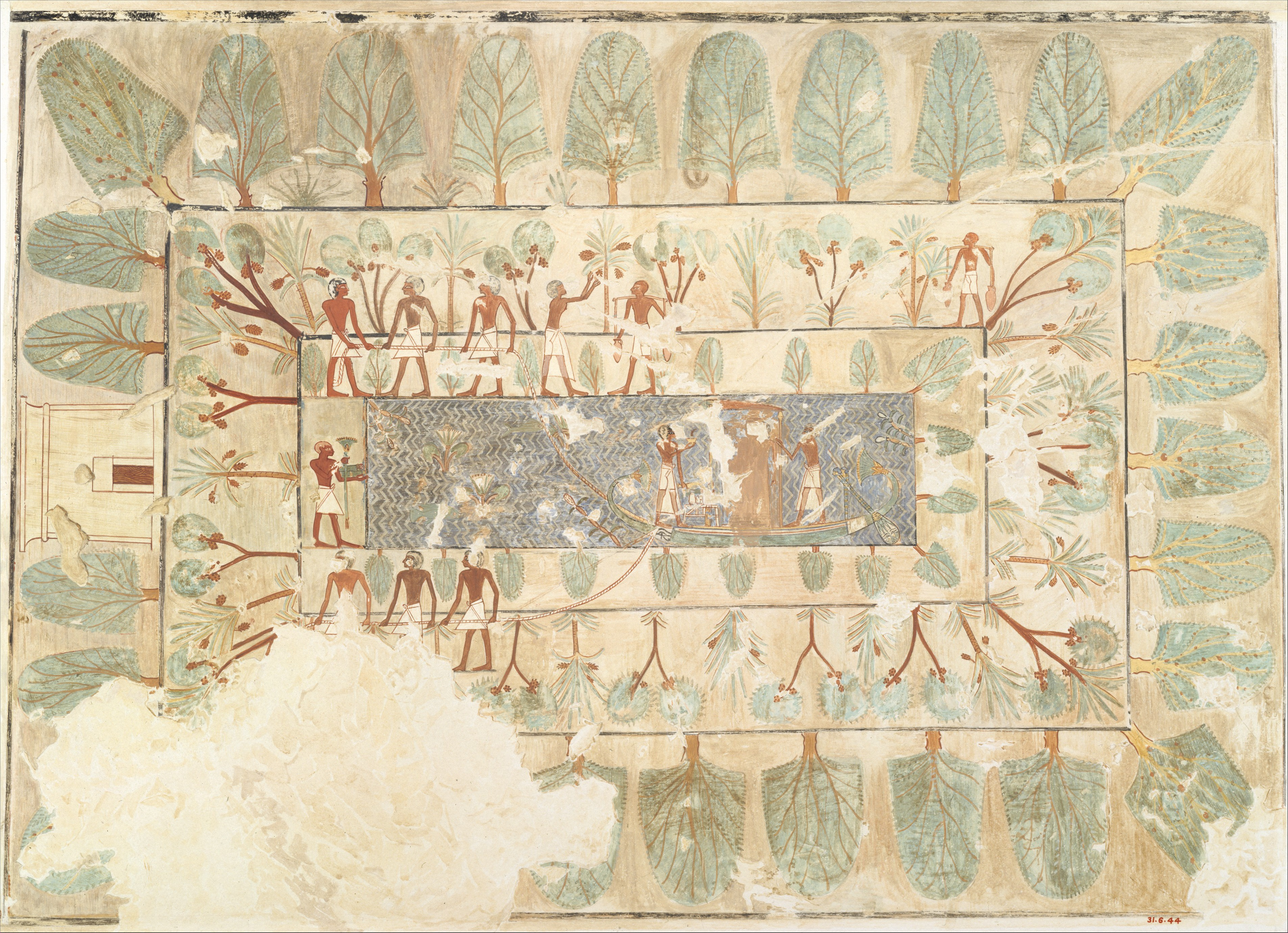
Факсимиле изображения сада Рехмира из его гробницы (TT100), ок. 1504 −1425 годы до н. э., XVIII династия, Новое царство

Сады в Древнем Египте происходят, предположительно, от орошаемых Нилом огородов. С ростом благосостояния Египта они выросли в роскошные комплексы с прудами, цветами, статуями, тенистыми аллеями из фруктовых деревьев. Сады разбивались вокруг храмов, дворцов и особняков богатых египтян. Помимо этого вокруг гробниц разбивали так называемые могильные сады.

## История
История и развитие древнеегипетских садов прошлого, подобно другим аспектам жизни Древнего Египта, была связана с Нилом и сетью питаемых им каналов. Самые ранние египетские сады представляли собой цветочные клумбы и огороды, принадлежащие прежде всего храмам, которые выращивали в них овощи для некоторых церемоний. В период Среднего Царства появляются крупные садовые комплексы вокруг дворцов фараонов и сады удовольствий вокруг поместий богатых египтян.

## Планировка

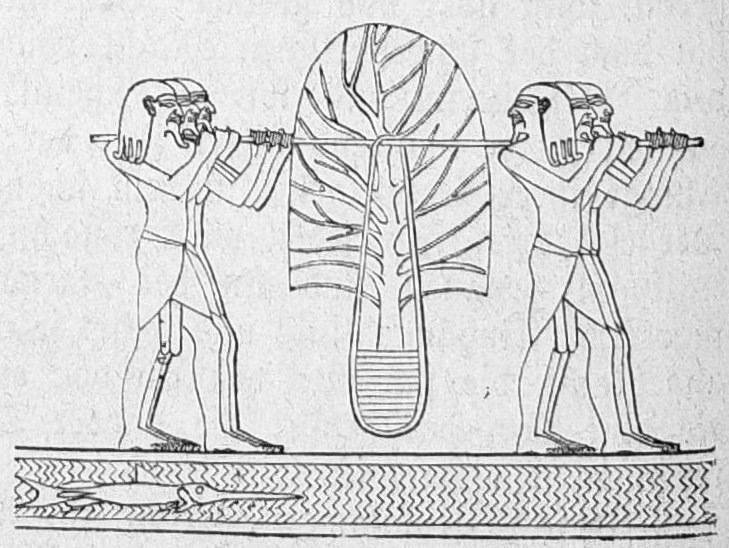
Срисовка изображения из Храма Хатшепсут на тему экспедиции в Пунт

Изображения египетских садов встречаются на стенах гробниц, в некоторых папирусах и на саркофагах. Композиция египетских садов главным образом основана на принципе геометрических построений. Чаще всего сады разбивались на выравненном месте и только в редких случаях на террасах.
Сады имели прямоугольную форму и были симметрично распланированы. Характерной особенностью египетских садов является пруд, расположенный чаще всего в середине. В дворцовых садах фараонов могло находится множество прудов, в том числе достаточно обширных для плавания на лодках. Пруды были искусственные с выложенными каменными плитами берегами. В пруду росли водяные растения, разводились рыбы и водяные птицы. Около прудов строились павильоны, беседки и часовни для домашних богов.

### Храмовые сады
Обширные сады разбивались вокруг храмов. В храме Амона в Карнаке было 26 огородов, а также древний ботанический сад, содержащий, согласно надписям «все виды прекрасных цветов и причудливых растений, найденных на благословенной земле, завоёванной Его Величеством». Храмовые сады часто имели аллеи фиговых пальм и платанов (посвящённых богине любви Хатхор). Иногда ряды деревьев растягивались на несколько километров, соединяя разные храмы между собой. Для деревьев, высаженных далеко от реки, приходилось выкапывать достигающие до десяти метров в глубину колодцы. В некоторых храмовых садах жили священные божественные животные, такие как ибис или павиан. В садах выращивали цветы для религиозных церемоний, а также лекарственные растения и приправы, такие как тмин, анис и кориандр.

### Сады вокруг дворцов и поместий

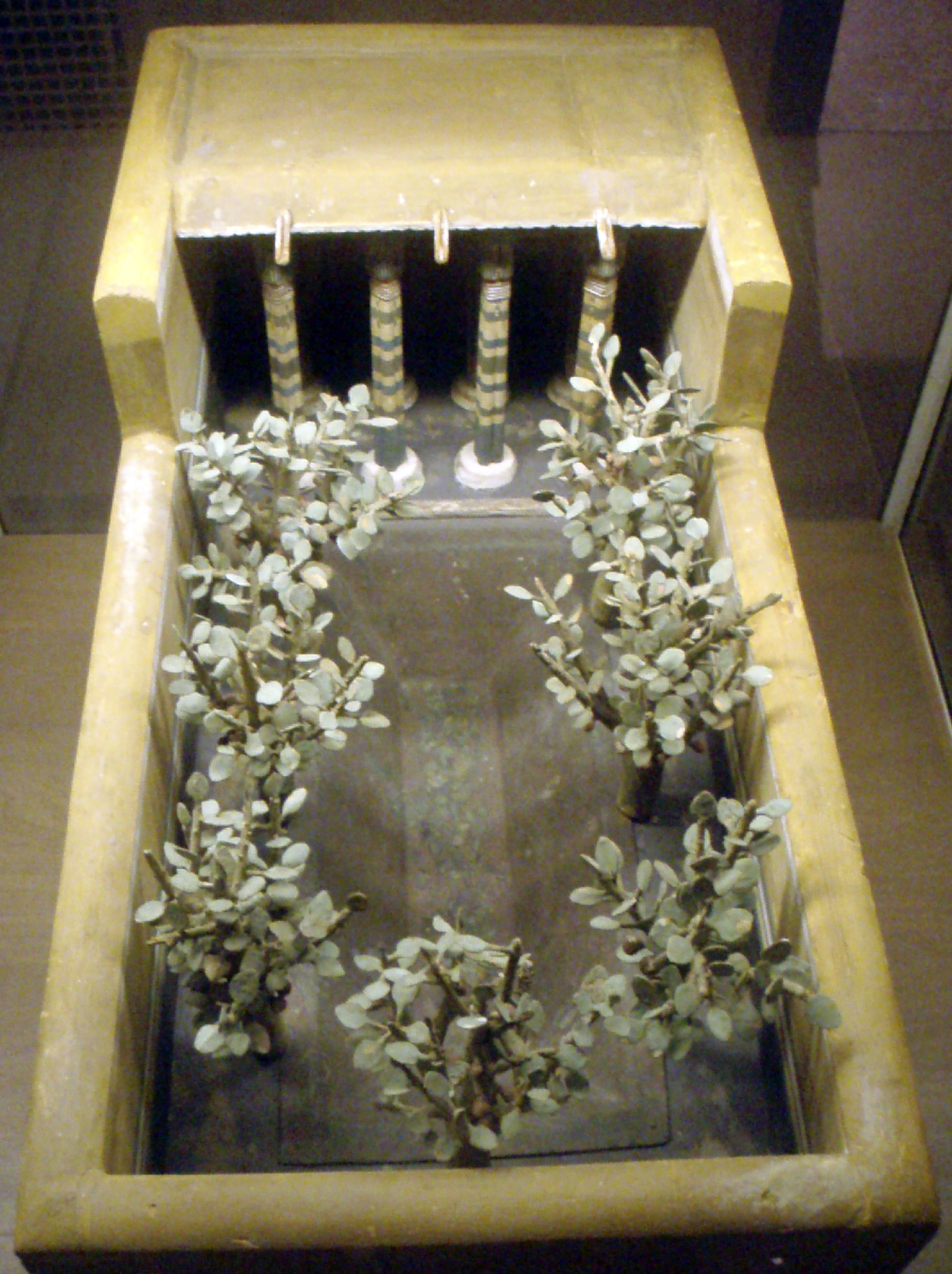
Погребальная деревянная модель сада XI династии (ок. 2009—1998 годы до н. э.) из Фив

Дворцовые сады были огромными, с множеством прудов и тенистых аллей для отдыха фараонов. Правители Древнего Египта высаживали в садах завезённые из других стран растения, неведомые в Египте. Например, экспедиция царицы Хатшепсут из страны Пунт наряду со слоновой костью, миррой и ладаном привезла мирровые деревья, выкопанные из земли с корнями.
Начиная со времён Нового Царства общей чертой роскошных поместий богатых египтян стали сады удовольствия. Согласно рисункам на гробницах, планировка этих садов была более или менее стандартной. В центре располагался прямоугольный пруд с последовательными рядами деревьев вокруг него. Края водоёмов были наклонными с лестницами, позволявшими садоводам собирать воду для орошения. Пруд часто окружался стенами или колоннами, увитыми виноградными лозами и украшенными красочными картинами людей, животных и растений.

### Могильные сады
Характерной особенностью древнеегипетского садоводства было наличие специальных могильных садов. По египетским религиозным воззрениям, душа умершего после совершения определённых обрядов может выходить из могилы и гулять в саду. В таких местах строили небольшие павильоны, где умерший мог играть в сенет или просто отдыхать. В садах помещались любимые вещи умершего, которыми он мог бы воспользоваться после смерти.

## Садоводство в Древнем Египте

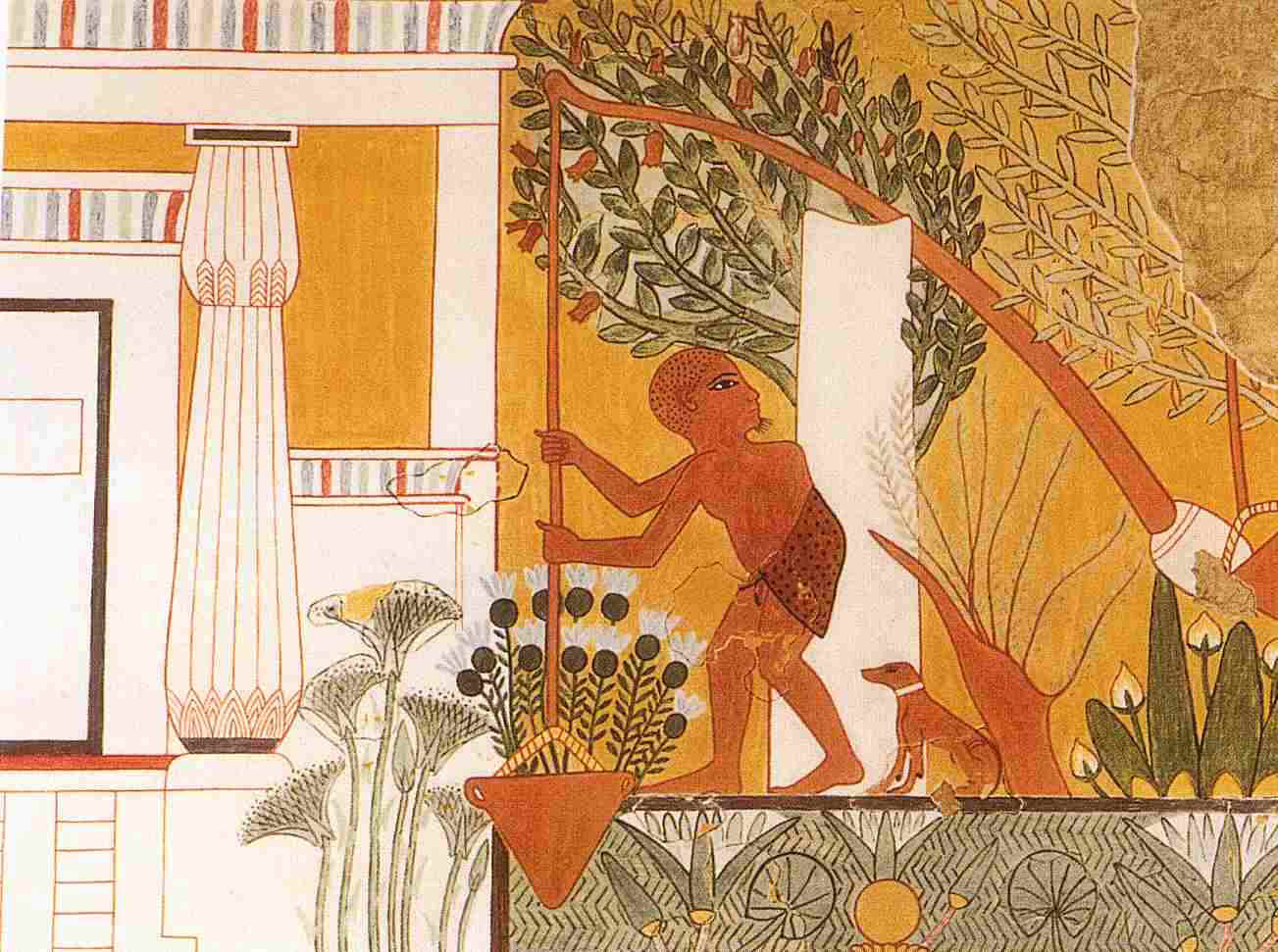
Человек использует для полива шадуф. Гробница Ипу в Дейр-эль-Медине

Садоводство в Древнем Египте было очень тяжёлой работой, так как сухой климат требовал от садовника постоянного орошения. Для разведения аллей финиковых пальм необходимо было большое мастерство в искусстве садоводства. Также немалые усилия прикладывались для отпугивания птиц от зерновых культур. В этом деле египтяне достигли высокого уровня, придумывая хитроумные ловушки, останавливающие вторжения птичьих стай. С целью облегчения орошения, сады закладывались около канав, которые порой специально создавались на площади сада. Вода из канав наполняла пруды и шла на поливку деревьев и цветов. Для черпания воды из канав служило особое приспособление — шадуф, состоящее из рычага, закреплённого между двух вертикальных столбов. Короткий конец рычага был с грузом, а на длинном конце — бадья из пальмовых листьев. Вода разносилась в вёдрах на коромыслах или в бурдюках из бараньей шкуры.

### Растения
О составе древесных пород и кустарников, разводимых в египетских садах, можно судить по их изображениям на гробницах, по записям в документах. На основе имеющихся документов можно установить, что в Египте разводились финиковые пальмы, пальмы-дум, пальмы-аргун, сикомора, гранатовые и оливковые деревья, инжир, тамариск, персея, нильская акация, ива, виноград, цератония, персиковое дерево, яблоня.
Сикомор выращивали с додинастических времён как древнеегипетское древо жизни, растущее на пороге между жизнью и смертью. Фрукты этого дерева, а также изделия из него богато представлены в египетских гробницах всех эпох. Некоторые гробы для мумий также делались из древесины этого дерева.
Наиболее распространённым плодовыми деревьями были финиковые пальмы, фиговые деревья и пальмы-дум. Некоторые из плодовых деревьев, например, яблони и гранаты, завезены из других стран и культивированы в Египте. Фрукты и овощи, выращенные в садах, использовали для еды и церемоний. Из винограда делали вино и изюм.
В древнеегипетских садах разводили много различных видов цветов, поскольку цветы играли в жизни египтянина большую роль. На празднествах и религиозных торжествах женщины и мужчины украшали себя цветочными венками и гирляндами. Цветы также играли большую роль в культе мёртвых. Из них изготовляли венки, букеты и гирлянды для украшения мумий, храмовых колонн и растительных жертвований.

## Галерея растений, выращивавшихся в древнеегипетских садах

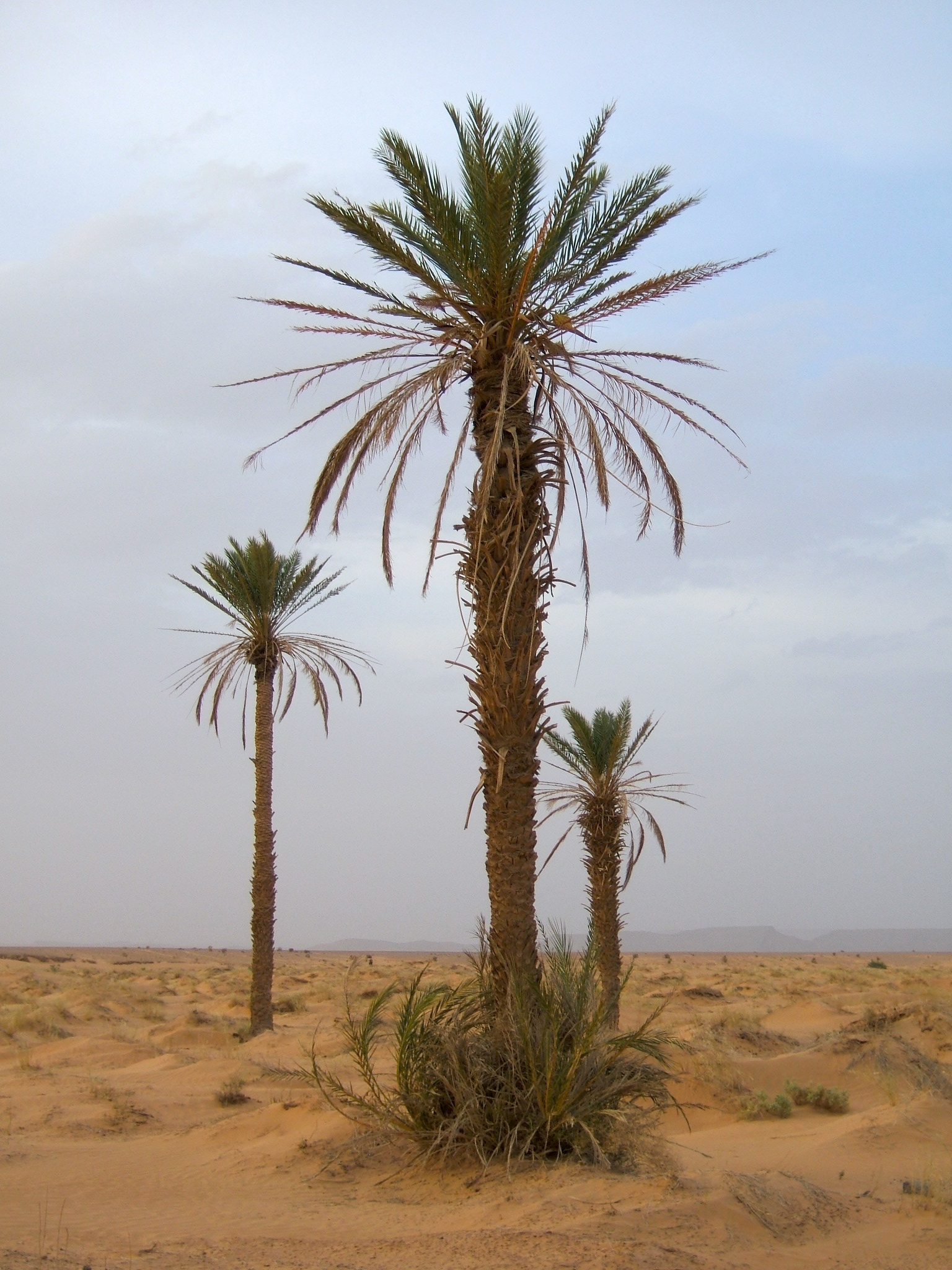
Финиковая пальма, плоды которой употреблялись египтянами в пищу и для производства вина.
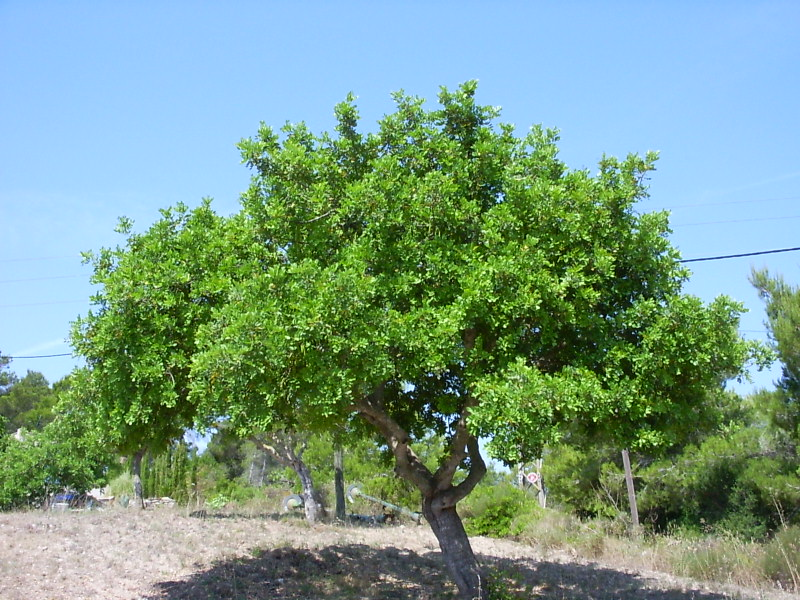
Рожковое дерево. Египтяне ели его плоды, используя кэроб (порошок из этих стручков) как подсластитель.
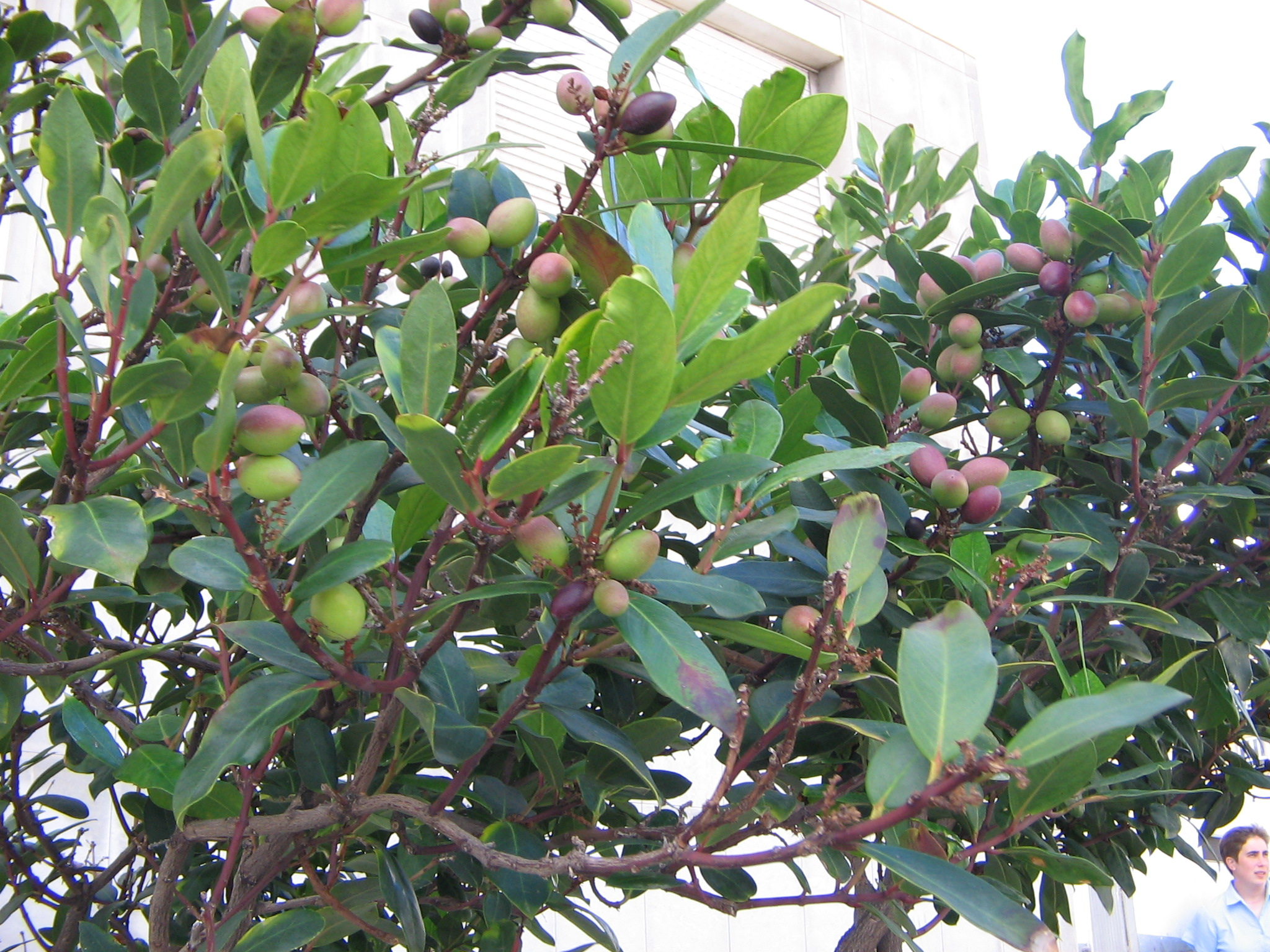
Персея индийская — лавровое дерево, в своё время распространённое в Египте, ныне сохранившееся только в Макаронезии.
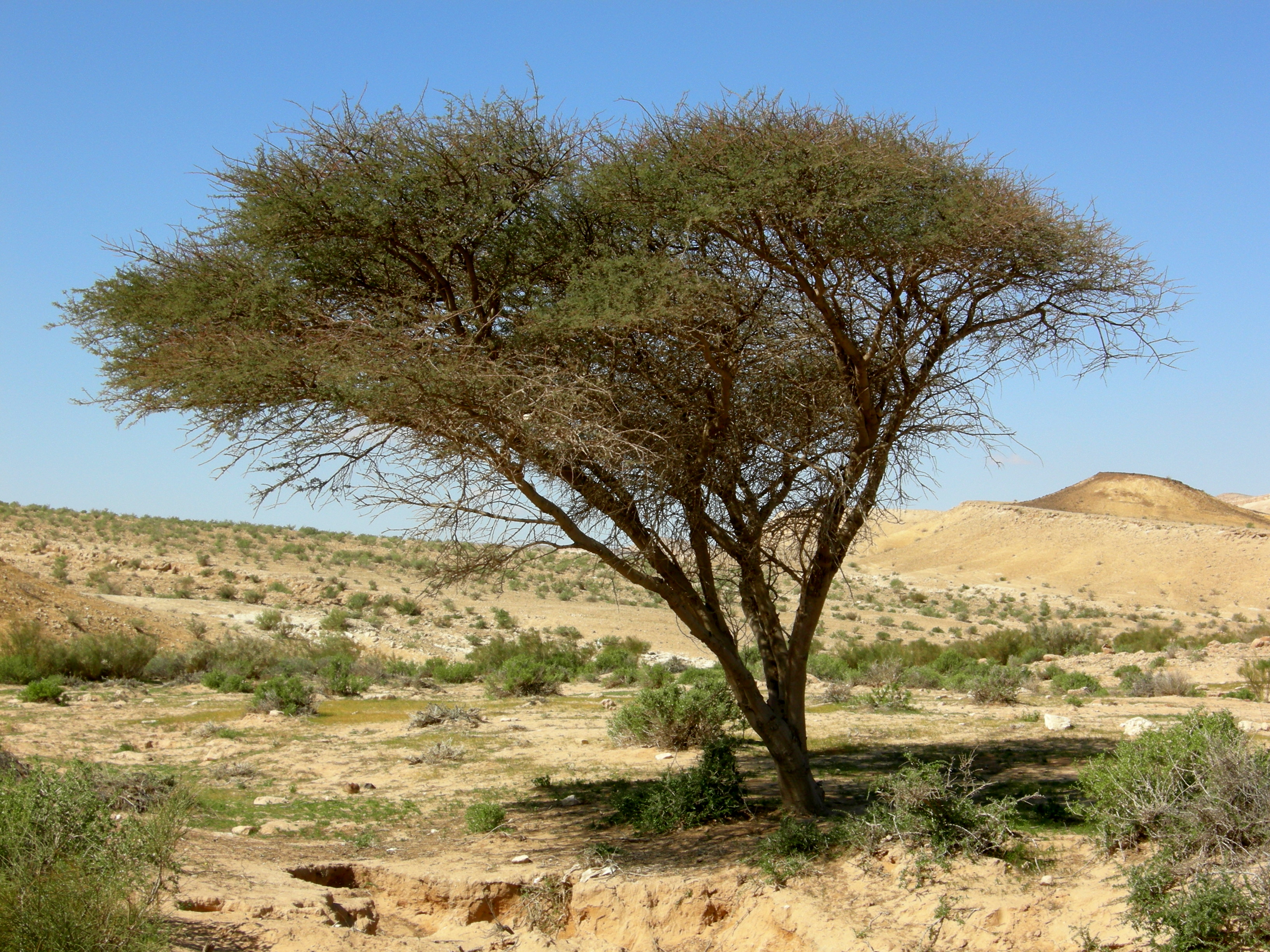
Широко распространённая акация отождествлялась с древнеегипетской богиней Иусат.
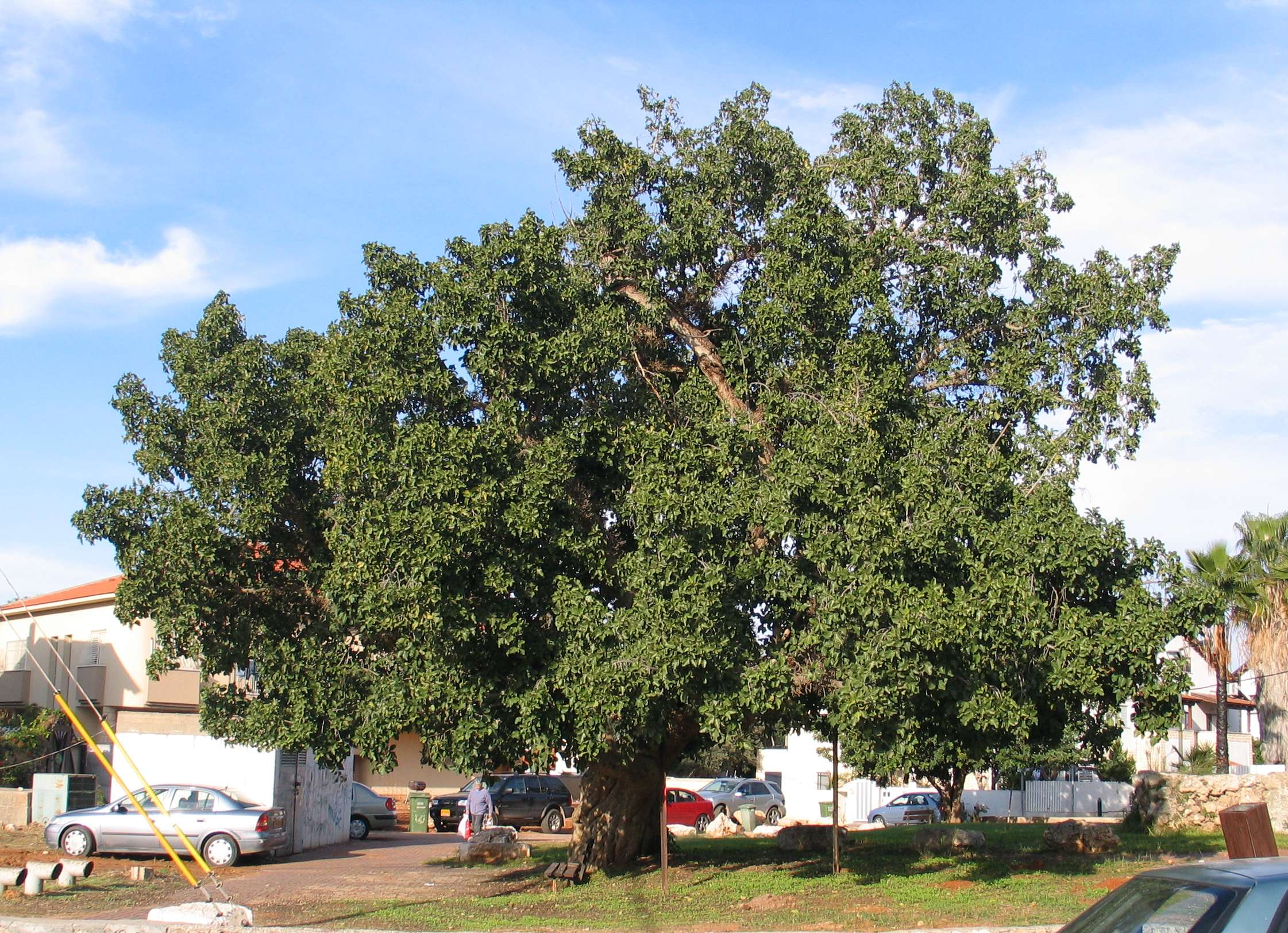
Сикомор — фикус, который обильно выращивали для тенистости, а также в храмах — для производства саркофагов из его древесины.
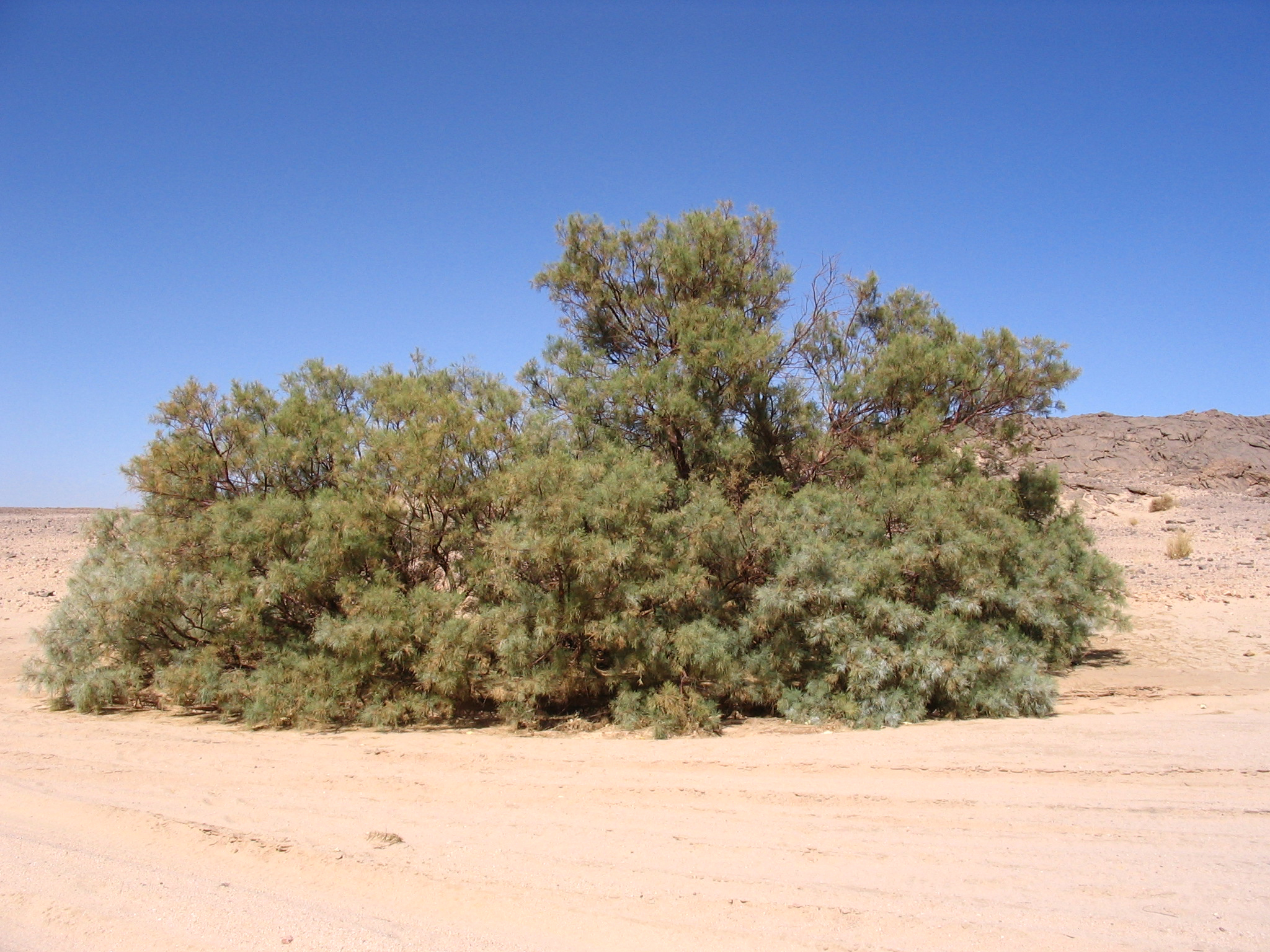
Тамарисковое дерево, также дававшее тень.
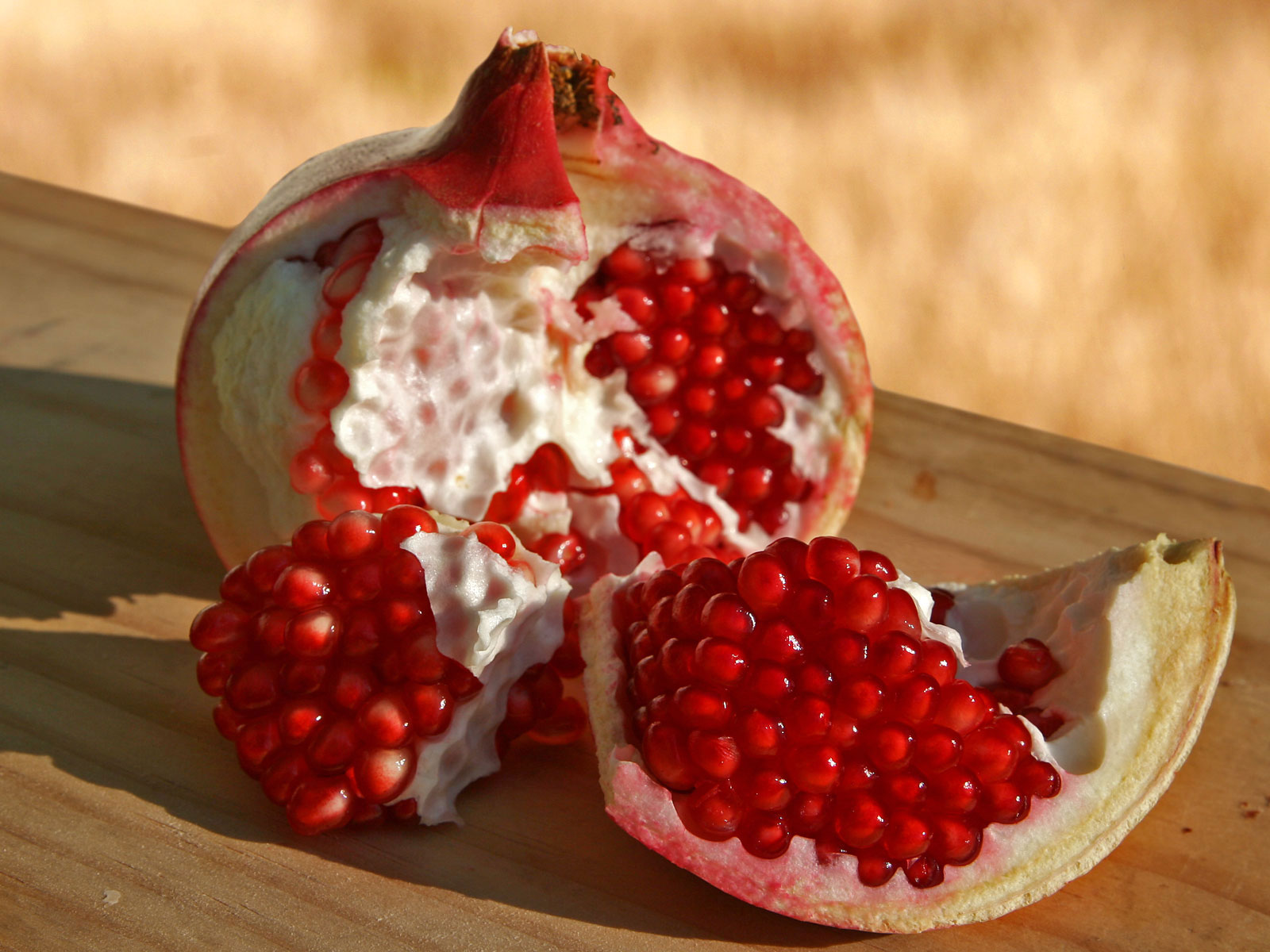
Плод гранатового дерева, хорошого известного с периода Нового царства. Медицинские свойства гранатин, помогающих от паразитов-червей, описаны в папирусе Эберса (XVI век до н. э.).
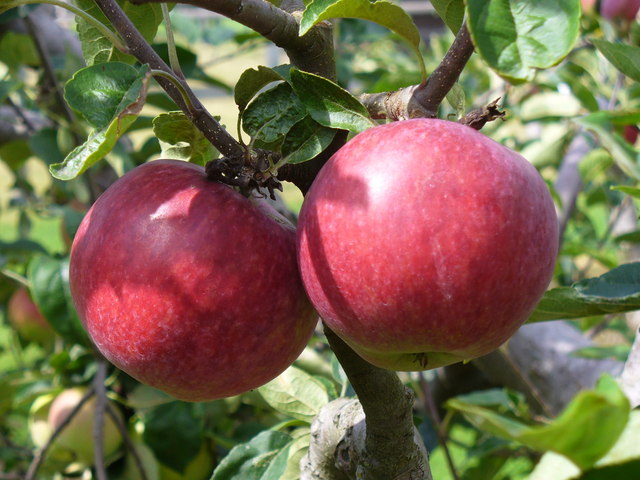
Яблони, как и гранатовые и персиковые деревья, попали в Египет из Азии в период господства гиксосов или ранее.
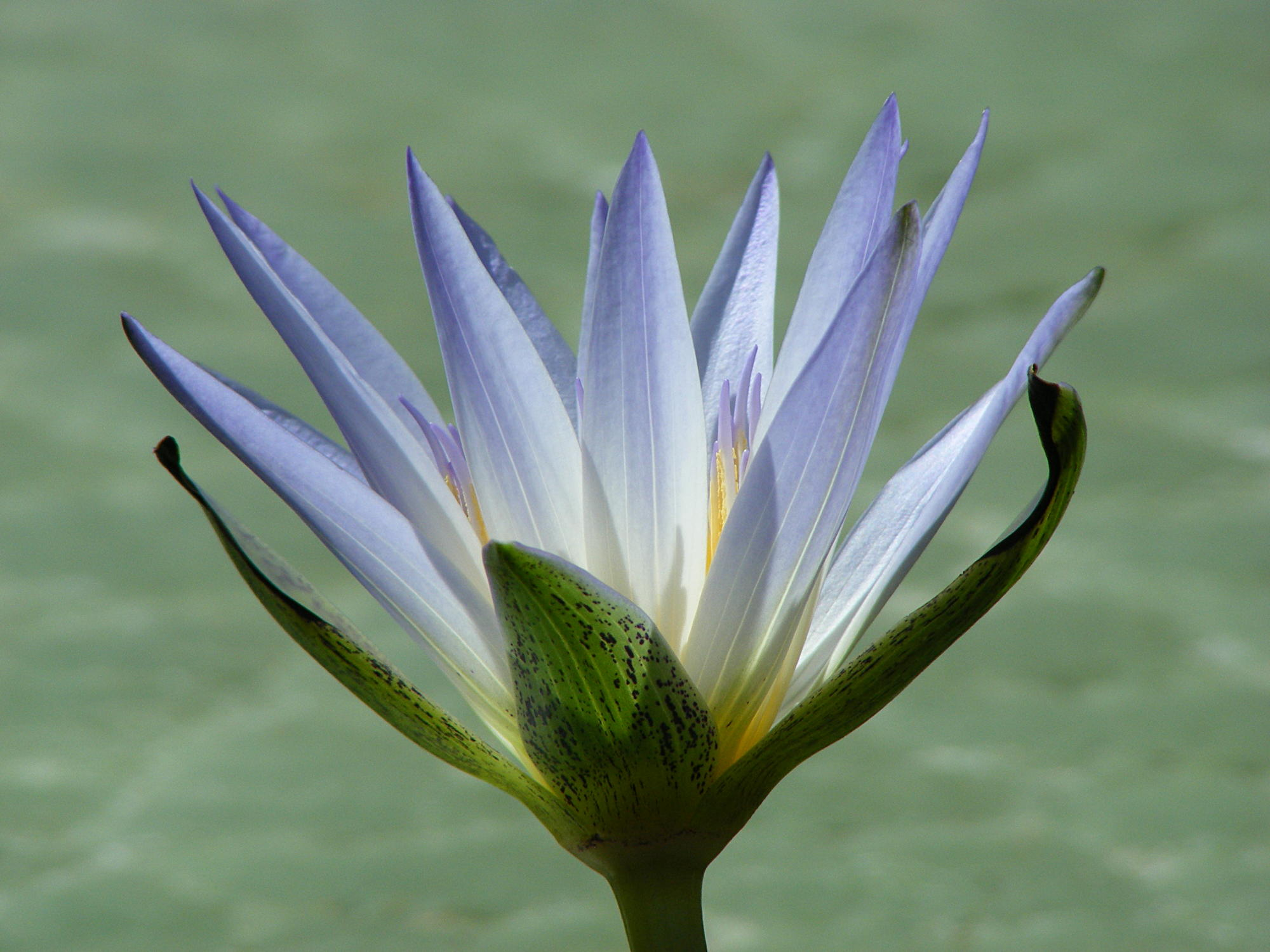
Египетский голубой лотос — священное растение, распространённое в древнеегипетских прудах.
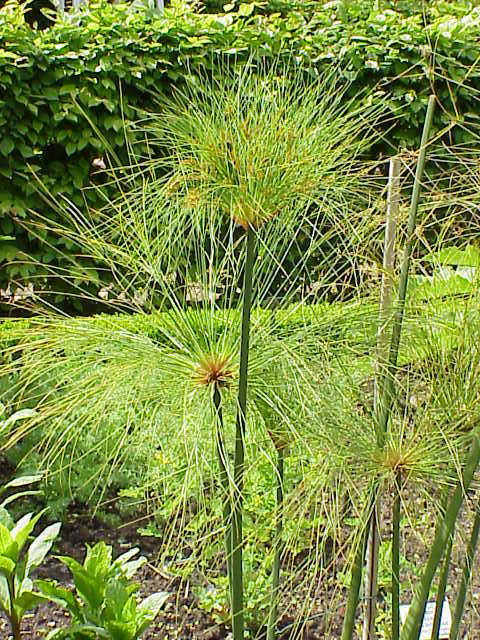
Папирус давал не только материал для письма и изготовления лодок, но и служил пропитанием для бедняков, жевавших сердцевину его стеблей.
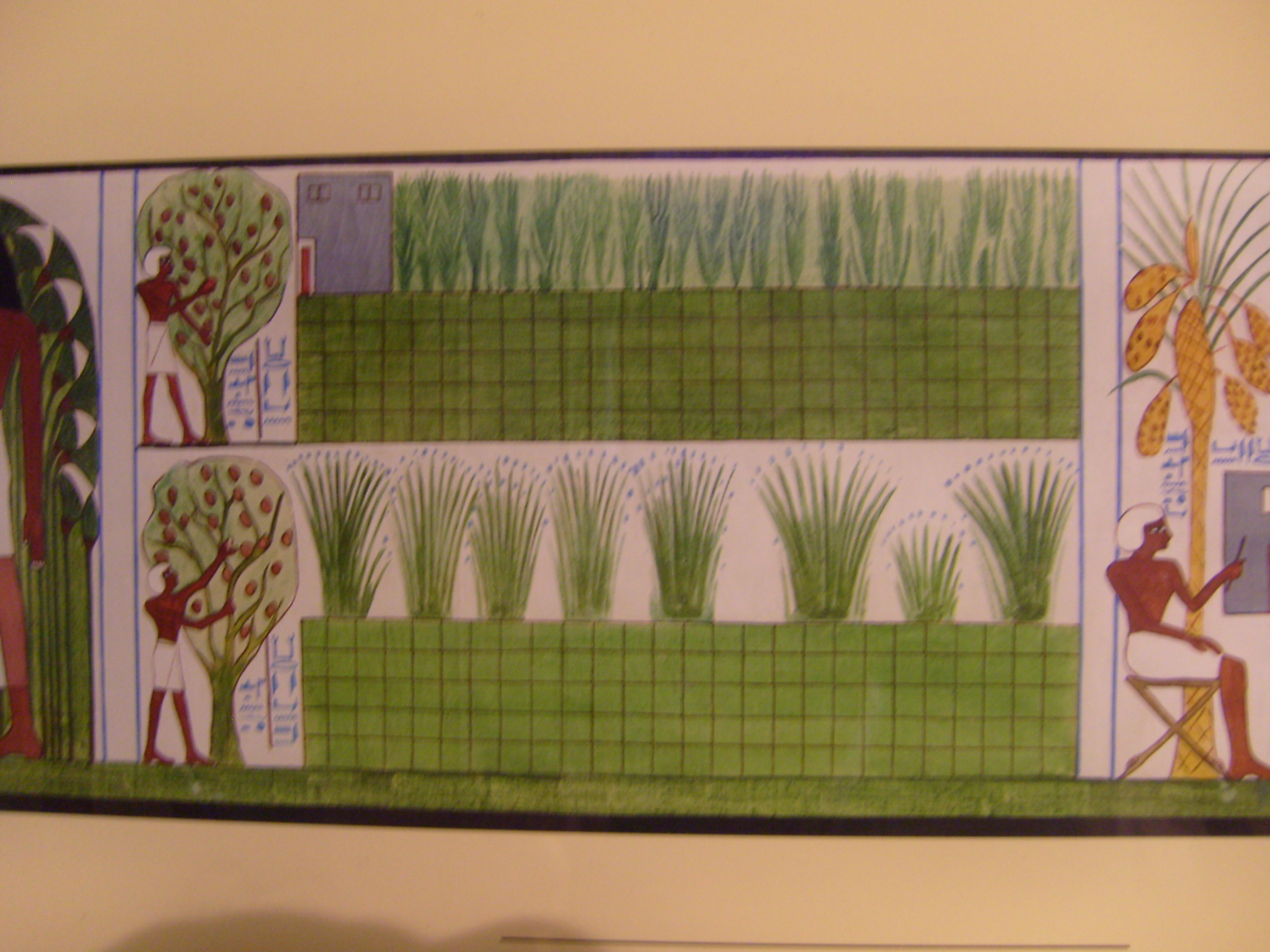
Сады Амона в Карнакском храме, нач. XIV века до н. э. Копия из гробницы главного садовника Наха. Сбор гранат слева
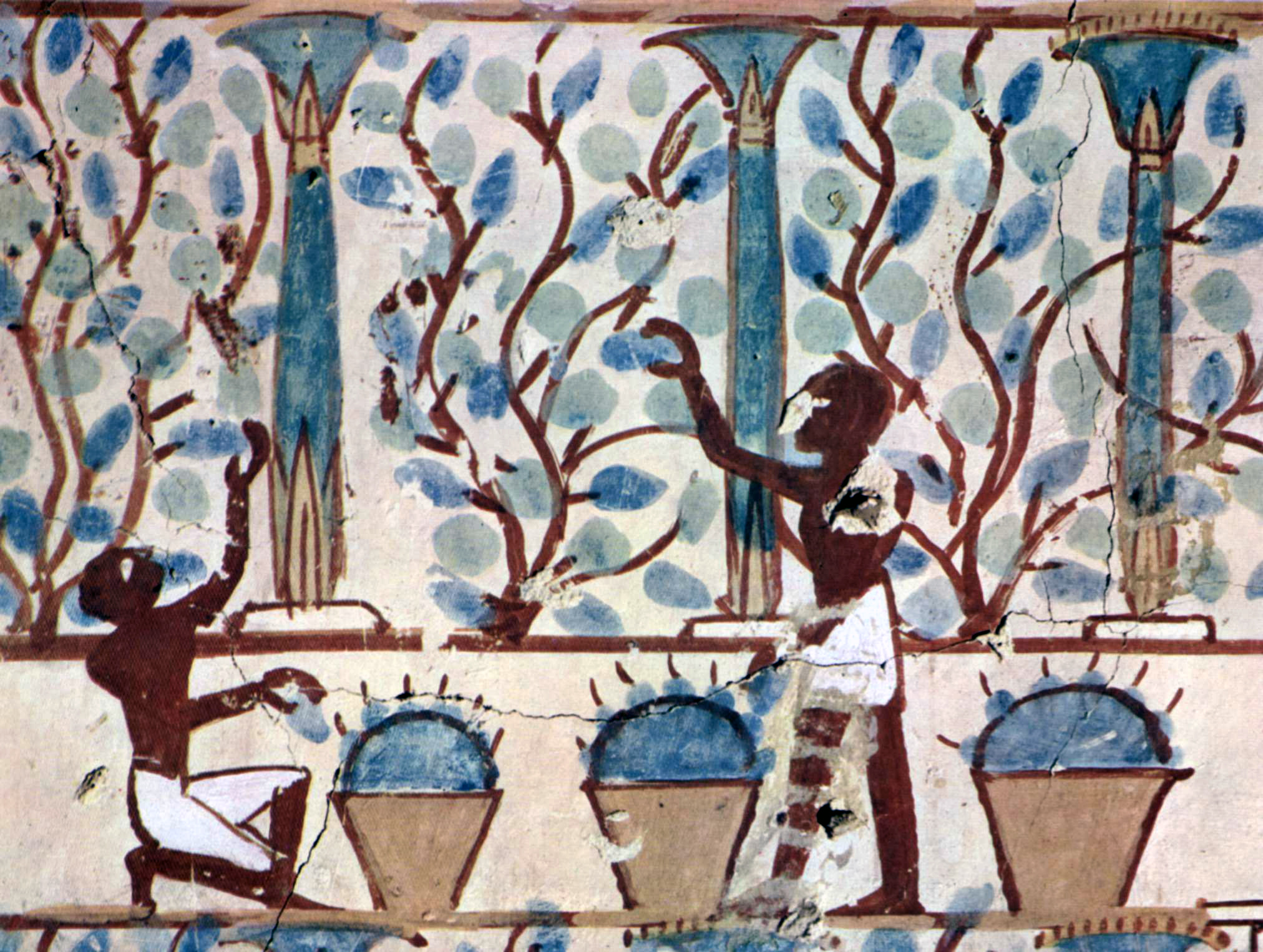
Сбор винограда. Фрагмент росписи гробницы Небамуна, ок. 1422-1411 годы до н.э. Фивы